# カーレフェルト
カーレフェルト (ドイツ語: Kalefeld) は、ドイツ連邦共和国ニーダーザクセン州ノルトハイム郡に属す町村（以下、本項では便宜上「町」と記述する）である。

## 地理
カーレフェルトはニーダーザクセン州南部のハルツ山地とゾリング山地との間に位置している。

### 自治体の広がり
自治体としてのカーレフェルトは以下の地区からなる。
| - デーゲローデ - デューデローデ - エーボルツハウゼン - エヒテ - カーレフェルト - オルデンローデ | - オルダースハウゼン - ゼーベクセン - ヴェスターホーフ - ヴィールスハウゼン - ヴィラースハウゼン |

カーレフェルトの総面積の約 39 % が林業に利用されている。

### 隣接する市町村
この街に隣接する市町村は北から時計回りに以下の通りである。
- バート・ガンダースハイム
- ゼーゼン
- オステローデ・アム・ハルツ
- カトレンブルク＝リンダウ
- ノルトハイム
- クライエンゼン

## 歴史
カーレフェルトは、889年の東フランク王アルヌルフの文書に初めて記録されている。
自治体のカーレフェルトは1974年3月1日に、市町村再編によって、当時のアルテス・アムト・ヴェスターホーフに属し独立していた町村から形成された。

### ローマ時代の戦場跡
ヴィールスハウゼン近郊のローマ時代の古戦場は、2.0 × 0.5 km の広さ（2009年4月現在）の考古学上の発掘現場となっている。3世紀初めにここでローマ人とゲルマン人との間で小競り合い、または本格的な戦闘が行われた。出土地域は2000年にはすでに知られていたが、出土品の重要性は考古学調査によって2008年末に初めて認識された。これは、現在のドイツにおける従来のローマ史の記述する上で重要なものとなり得る。現在は、出土品とローマ皇帝マクシミヌス・トラクスによるゲルマン遠征（235年頃）との関係が推測されているが、出土品の最終的な評価はまだその途上にある。

## 行政

### 議会
この町の議会は、町長を含め21議席からなる。

## 文化と見所

### 建築
- ヴェスターホーフ城: 中世後期の城砦で、アムト・ヴェスターホーフの代官の役所であった。
- カーレフェルト近郊のヴァイセンヴァッサー教会: 古い洗礼堂、1050年献堂

## 経済と社会資本

### 教育
- 基礎課程学校 3校
- 本課程学校・実科学校「アウエタールシューレ」: ノルトハイム郡が運営している。

## 人物

### ゆかりの人物
- ユリアーネ・フォン・ヘッセン＝ダルムシュタット（1606年 - 1659年）1654年にヴェスターホーフ城を購入し、1659年1月15日にこの城で亡くなった。

## 引用
1. ↑  Landesamt für Statistik Niedersachsen, LSN-Online Regionaldatenbank, Tabelle A100001G: Fortschreibung des Bevölkerungsstandes, Stand 31. Dezember 2023
2. ↑  Videobeitrag in: Tagesschau、2008年12月14日付け